# Jordan Poyer
(en) Statistiques sur pro-football-reference
Jordan Poyer, né le 25 avril 1991 à Dallas (Oregon), est un sportif professionnel américain de football américain jouant au poste de safety dans la National Football League (NFL) depuis la saison 2013, actuellement chez les Dolphins de Miami.
Après avoir joué au niveau universitaire pendant quatre saisons pour les Beavers de l'université d'État de l'Oregon dans la NCAA Division I FBS (2009-2012), il est sélectionné en 218e choix lors du septième tour de la draft 2013 par la franchise des Eagles de Philadelphie. Libéré dès le mois d'octobre 2013, il est récupéré par les Browns de Cleveland où il reste jusqu'en fin de saison 2016. En 2017, il s'engage avec les Bills de Buffalo.qui le libèrent en mars 2024. Agent libre, il rejoint les Dolphins de Miami.
Lors de son séjour chez les Bills, il est sélectionné dans la première équipe All-Pro en 2021 et obtient une sélection pour les Pro Bowl Games 2023.

## Identité visuelle

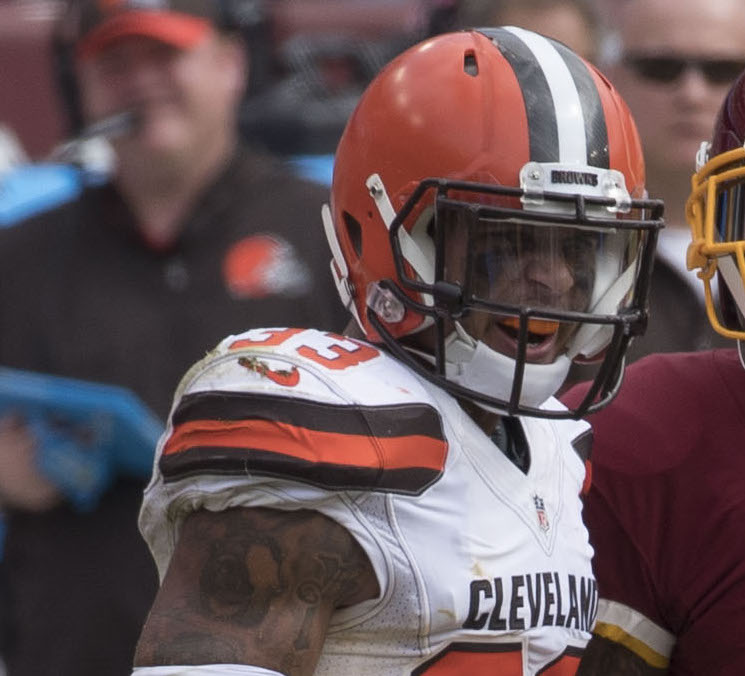
Poyer en 2016 avec les Browns.
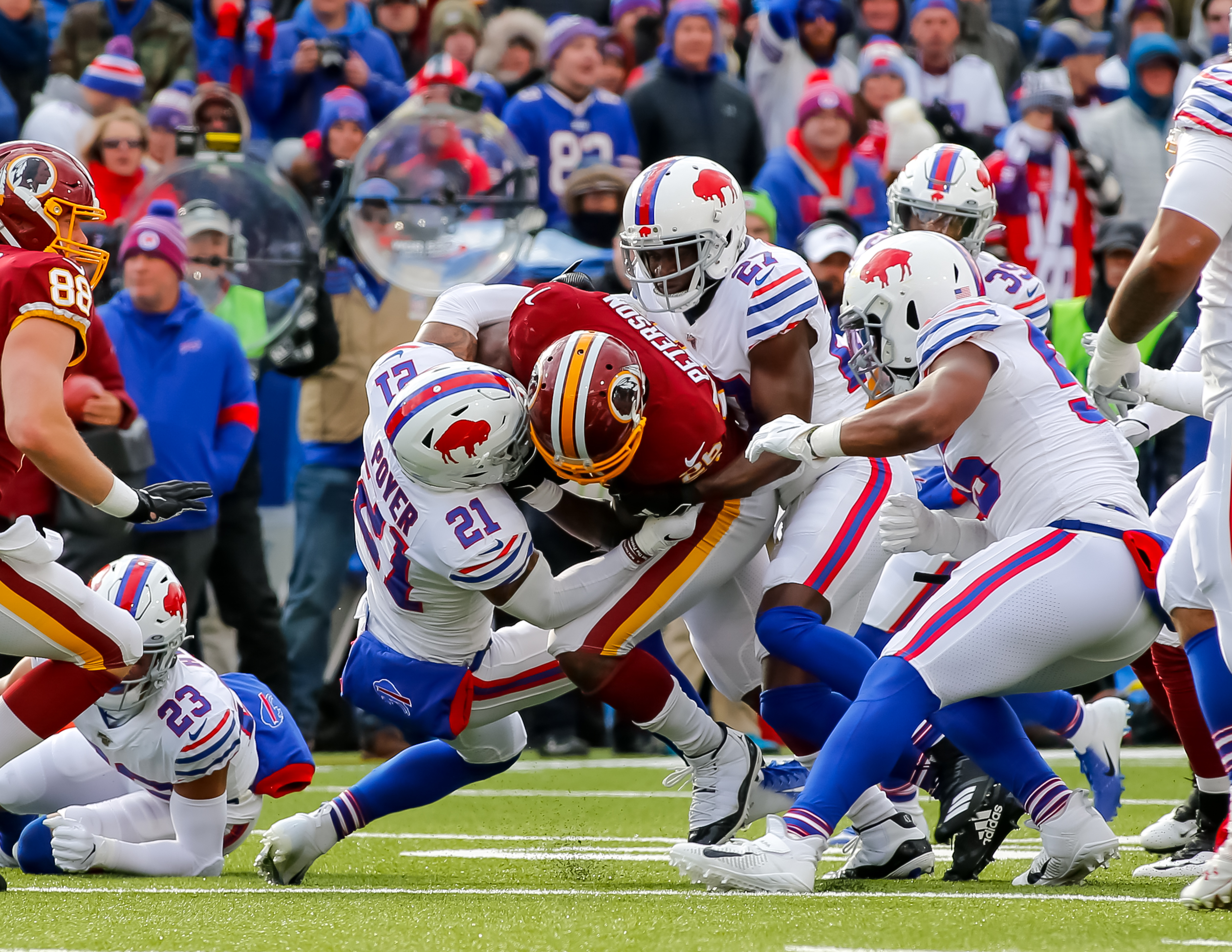
En 2019 contre les Redskins (no 21).
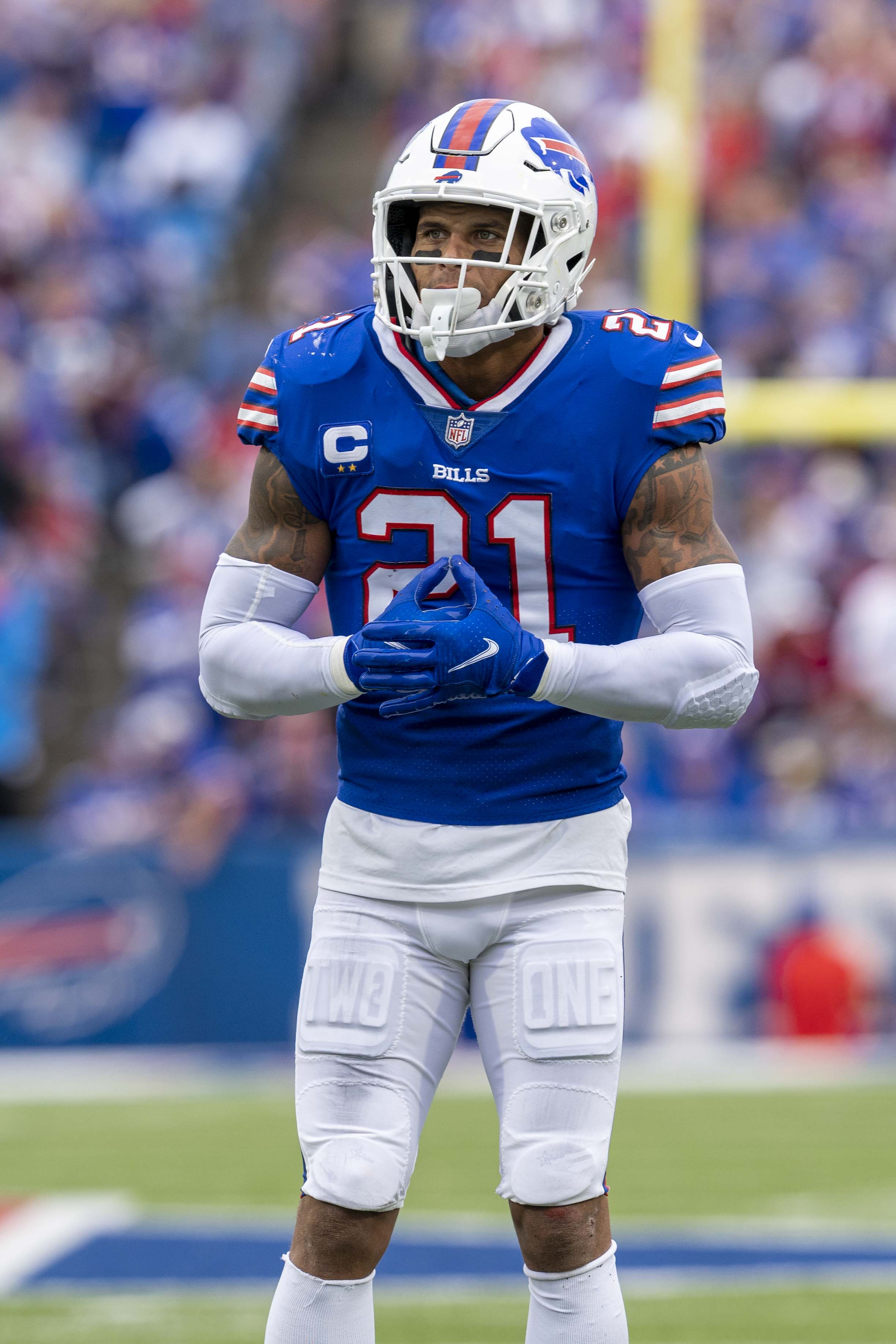
En 2021.